# Дибазит
Дибазит — российское водостойкое взрывчатое вещество промышленного назначения, выпускающееся для ведения взрывных работ при ручном заряжании обводнённых скважин на открытых горных разработках (коэффициент крепости пород не более 20) в любых климатических условиях. Производится из пироксилиновых порохов, баллиститных артиллерийских порохов, баллиститного твёрдого ракетного топлива, либо из их смесей, путём дробления на зёрна.
По степени опасности при изготовлении относится к классу 1, при использовании — к классу 4, при хранении — к классу 1, подклассу 1.1 и группе совместимости D. Код экстренных мер 243, условный номер 125, номер аварийной карточки при перевозке железнодорожным транспортом 717.

## Физико-химические свойства
Дибазит имеет внешний вид гранул и таблеток произвольных форм и расцветок. Не чувствителен к первичным средствам инициирования (ЭД-8, ДШ и т.п.), несмотря на это — взрывоопасен, пожароопасен и токсичен, при соприкосновении с незащищённой кожей лица и рук вызывает головные боли. При горении не обладает склонностью к детонации.
| Характеристики                                                                   | Значения         |
| -------------------------------------------------------------------------------- | ---------------- |
| Теплота взрывчатого превращения, ккал/кг                                         | 800-900          |
| Кислородный баланс, %                                                            | -30, -45         |
| Объём газов, л/кг                                                                | 850-900          |
| Объём ядовитых газов в пересчёте на CO в безводном состоянии, л/кг               | 250-350          |
| Объём ядовитых газов в пересчёте на CO в воде, л/кг                              | 15-20            |
| Температура вспышки, °C                                                          | 170              |
| Скорость детонации открытого заряда в безводном состоянии, км/с                  | 2,8-3            |
| Скорость детонации в водонаполненном состоянии, км/с                             | 5,8-6            |
| Критический диаметр открытого заряда без воды, мм                                | 100-120          |
| Критический диаметр водонаполненного заряда, мм                                  | не более 25      |
| Работоспособность (по ГОСТ 4546), см3                                            | 280-300          |
| Чувствительность к удару как частость взрывов (по ГОСТ 4546), %                  | 6-12             |
| Чувствительность к удару как высота сброса груза массой 10 кг (по ОСТ В-892), мм | 175              |
| Чувствительность к трению (по ОСТ В 84-894), МПа (кг/см2)                        | более 300 (3000) |
| Водоустойчивость, сут                                                            | не менее 30      |
| Насыпная плотность, г/см3                                                        | 0,75-0,85        |
| Плотность в «таблетках», г/см3                                                   | 1,58-1,6         |
| Плотность в водонаполненном состоянии, г/см3                                     | 1,25-1,35        |
| Температура начала интенсивного разложения, °C                                   | 140-145          |
| Температурный диапазон применения, °C                                            | ±50              |